# 公路自行车
公路自行車（英語：road bicycle），俗稱“自行車賽車”（racing bicycle）或“公路車”，是為了公路騎行而設計的自行車車種，可用於公路自行車比賽。其賽事受到國際自行車聯盟（UCI）規則的約束。
這裡所指的公路車，指的是競賽用公路自行車，而不是泛指適用於柏油路面的自行車（如旅行自行車、折疊車）。一輛標準的公路車，一般包括車架、前叉、輪組、套件、頭管（又稱龍頭）、把手、坐墊、座管、踏板，鏈條和飛輪。

## 总体特点
公路车最重要的特点，在于其轻量化和气动性。

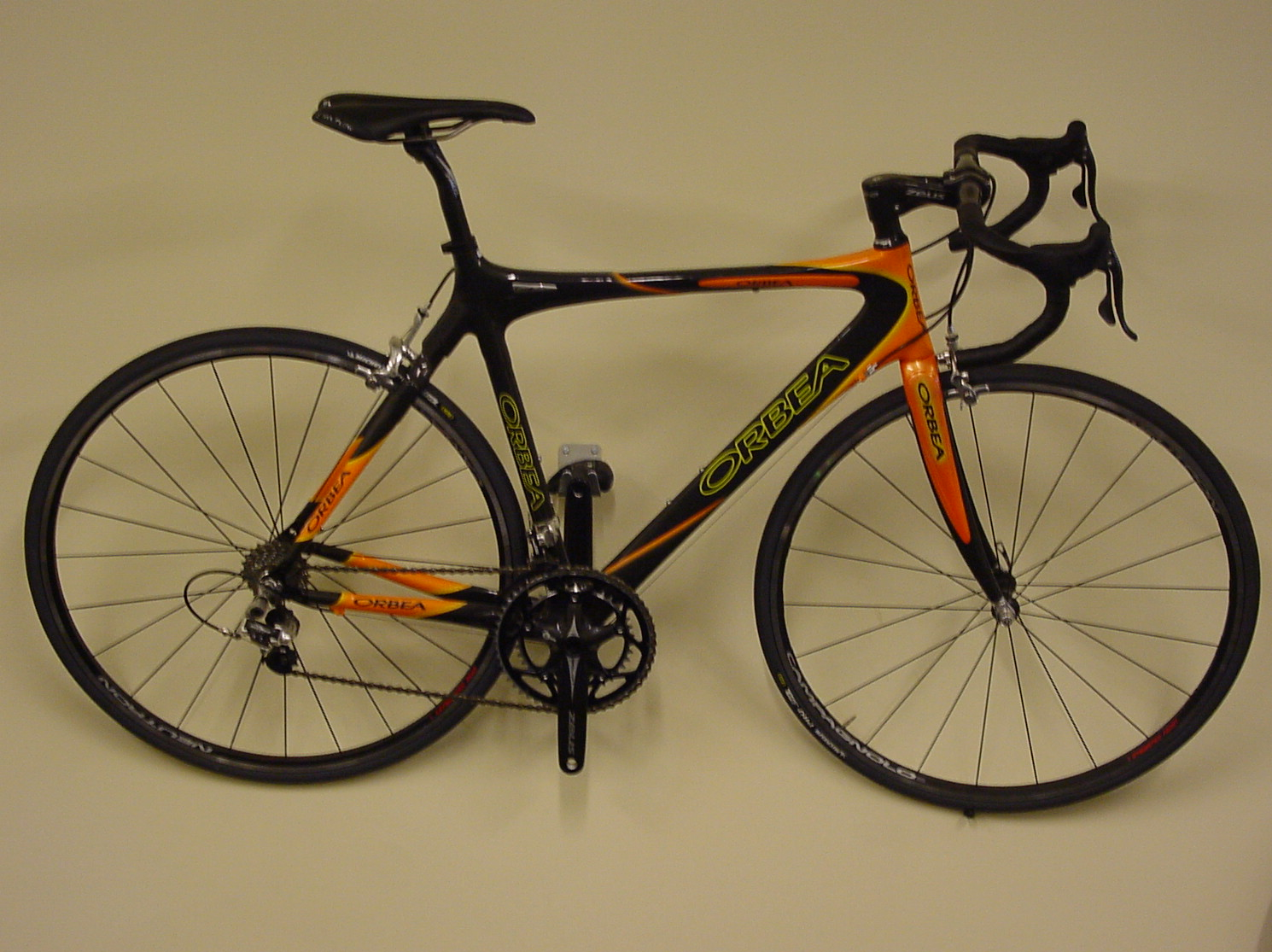
公路自行车

为了让整车降低重量，实现轻量化目标，公路车在车架以及各个零部件上广泛采用铝合金、碳纤维和钛合金等材料。
为了追求更高的速度，公路车在设计上会优先考虑空气动力学，舍弃了一定的舒适性，例如公路车一般采用扁平前叉，下弯把的位置一般低于座垫，外胎的宽度相对较小。此外，公路车飞轮与大盤的齿比（即齿数比值）很大，通常可达到53:11甚至更高。
此外，公路车的标准骑行姿势使身体姿态变低，正面的迎风面积减少，在降低风阻的同时也使其获得更高的速度。

## 车架
相对其它种类的自行车，公路车的车架在保证强度的前提下，更强调重量以及空气动力学性能。一般可分为全能型、空力型、爬坡型、長途舒適型和礫石車架。
公路车车架的尺寸一般以立管长度表示（即车架菱形中线），单位是厘米（cm）或者毫米（mm）。

## 轮组和轮胎
公路车的轮胎系统主要分为轮组和轮胎两部分。轮组主要作为支撑，轮胎主要用于减震。一般来说，公路车的轮组和轮胎的规格要配套。按照ISO标准，其通用规格一般为700c*25c，即轮径为700毫米，宽度为25毫米。
公路车的轮胎通常由外胎和内胎构成。一般分为开口胎、真空胎和管胎三类，后两者称为无内胎系统。在公路车上，常使用细长的法式气嘴（FV）。法嘴在打气前，需要将气阀拧松。
相对于其他种类的自行车，公路车的轮胎更适合行驶于路况较好的铺装路面。公路车的外胎宽度窄且胎纹浅，内胎胎压可以达到100psi（pounds per square inch）以上。和登山車相比，公路车在行驶过程中受到的路面阻力要低不少。
礫石公路車（gravel）則使用700c*35c 至 700c*50c的真空胎以應付較複雜的路面需要。

## 套件
公路車的零部件一般稱為套件。套件的質量極大影響騎乘的感受、維護程度以及全車的性能。目前全球有三家主要的公路車套件廠商：Shimano（禧玛诺）、SRAM（速联）和Campagnolo（康帕紐羅）。公路车和登山車的套件一般不兼容（僅少數廠商有做相容性套件）。

### 套件綜述
公路车的套件一般包括變速手把（煞變合一/轉把式）、前後脫軌器、煞把、前後煞車夾器、大盤、中轴、飛輪、鏈條和花鼓。目前世界三大公路車套件供應商的產品分級如下：
|          | 禧瑪諾(Shimano) | 速聯(SRAM) | 康帕紐羅(Campagnolo) |
| -------- | --------------- | ---------- | -------------------- |
| 一級套件 | Dura-Ace        | RED        | Super record         |
| 二級套件 | Ultegra         | Force      | Record               |
| 三級套件 | 105             | Rival      | Chorus               |
| 四級套件 | Tiagra          | Apex       | Potenza 11           |

### 大盤
大盤是自行車上連接曲柄和中軸的部分，公路車的大盤通常為雙盤系统。

### 中軸（BB)
公路車的中軸和大盤的規格相配套，一般有壓入式、旋入式和四方軸三種。

### 飛輪
按照速别，主流的公路車的飛輪可分為9速（目前已少見）、10速、11速和12速。

### 變速系统
公路車的變速系统通常由變速手把（煞變合一/轉把）、前後脫軌器、變速線和變速線外管構成。電子電子變速系統没有變速線及變速線外管。

### 煞車系统
公路车的煞車系统通常由煞把、煞車夾器（前、後）、煞車線和煞車線外管構成。
現代公路車的煞車系统分為碟盤煞車和框體煞車。前者通過來令片摩擦固定在輪组上的碟盤進行减速，後者則通過夾器摩擦輪组輪框上的煞車區域進行煞車。

### 礫石公路車（Gravel）套件
|          | 禧瑪諾(Shimano GRX) | 速聯(SRAM XPLR) | 康帕紐羅 (Campagnolo EKAR) |
| -------- | ------------------- | --------------- | -------------------------- |
| 一級套件 | -                   | RED XPLR        | EKAR                       |
| 二級套件 | ST-RX-810           | Force XPLR      | -                          |
| 三級套件 | ST-RX-600           | Rival XPLR      | -                          |
| 四級套件 | ST-RX-400           | -               | -                          |

### 礫石公路車套件（Gravel）綜述
礫石公路車套件比介乎於山地車及公路車之間，與傳統公路車相比，齒輪比例會更加壓縮，例如Shimano GRX RX810 1*11套件可以以42T大盤配搭11-42T山地車飛輪，SRAM RED XPLR 1*12套件更可以搭配10-44T飛輪達致 440%變速。礫石車套件近年在公路車爬坡賽事Taiwan KOM Challenge開始為參賽車手選用。
比起傳統公路車組件，礫石公路車套件更可以與公路車及山地車套件混搭使用，Alpecin-Fenix Cycling Team曾使用Dura-Ace混塔GRX套件參加Unbound Gravel比賽
按使用者需求使用升降坐杆及短行程避震前叉。

### 礫石公路車車架
礫石公路車由於被設計使用於凹凸不平的路面，所以車架非常著重減震設計，尤其車把部份，以保護車手的手部肌肉及增加行車安全。礫石公路車亦會比一般公路車重。

## UCI的公路车参赛规则
- 整车重量不得低于6.8kg（14.99lb）[1]
- 整车长度不得超过185cm
- 车体宽度不得超过50cm